# Britvic
Britvic plc er en britisk producent af læskedrikke, der er baseret i Hemel Hempstead, Hertfordshire. De fremstiller læskedrikke under talrige brands. Produkterne kan være juice, sodavand, icetea, energidrikke og vand på flaske. Virksomheden blev etableret i 1845 i Chelmsford som British Vitamin Products Company.
I 2022 havde de 4.279 ansatte og en omsætning på 1,618 mia. britiske pund.